# Esdoornhoutknotszwam
De esdoornhoutknotszwam (Xylaria longipes) is een schimmel die behoort tot de familie Xylariaceae. Hij leeft op dode takken van vooral esdoorns. De een groot deel van het jaar zwarte vruchtlichamen zijn tong-, vinger-, of knotsvormig. Ze groeien solitair of in groepen. Ze groeien meestal vanaf de onderkant van takken die in de grond zijn begraven.

## Kenmerken
De esdoornhoutknotszwam heeft een vruchtlichaam die ongeveer 2 tot 8 cm hoog en maximaal 2 cm dik kan zijn. Jonge exemplaren zijn draadvormig dun, met een bleek oranje toegespitst topje en verder geheel bedekt met grijzig poeder; de conidiën. Het kopgedeelte van de rijpe zwam zwelt knotsvormig cilindrisch op en wordt bobbelig van structuur. De steel kan vrij lang zijn maar soms ook bijna geheel ontbreken. Jonge exemplaren zijn vanaf het vroege voorjaar te vinden, rijpe zwarte vruchtlichamen vooral in de tweede helft van het jaar. Het vruchtvlees is wit en vezelig.
De sporen zijn 13-16 × 5,5-7,5 µm groot. De spoelvormige sporen een glad oppervlak maar met kiemspleten.
Xylaria longipes verschilt van Xylaria polymorpha (houtknotszwam) door:
- iets slanker vruchtlichaam
- duidelijkere steel
- kleinere sporen.

## Verspreiding
Deze schimmel komt voor in Europa, Azië en Noord-Amerika. In Europa geeft hij de voorkeur aan het hout van esdoorn, terwijl de soort in Noord-Amerika esdoorn en beuk prefereert. In Nederland en België komt hij vrij algemeen voor.

## Toepassing
Het vruchtvlees van de zwam wordt als ongenietbaar beschouwd. Onderzoek uit 2008 concludeerde dat met de schimmel doorgroeit hout de kwaliteit daarvan zou kunnen verbeteren voor het maken van violen.

## Foto's

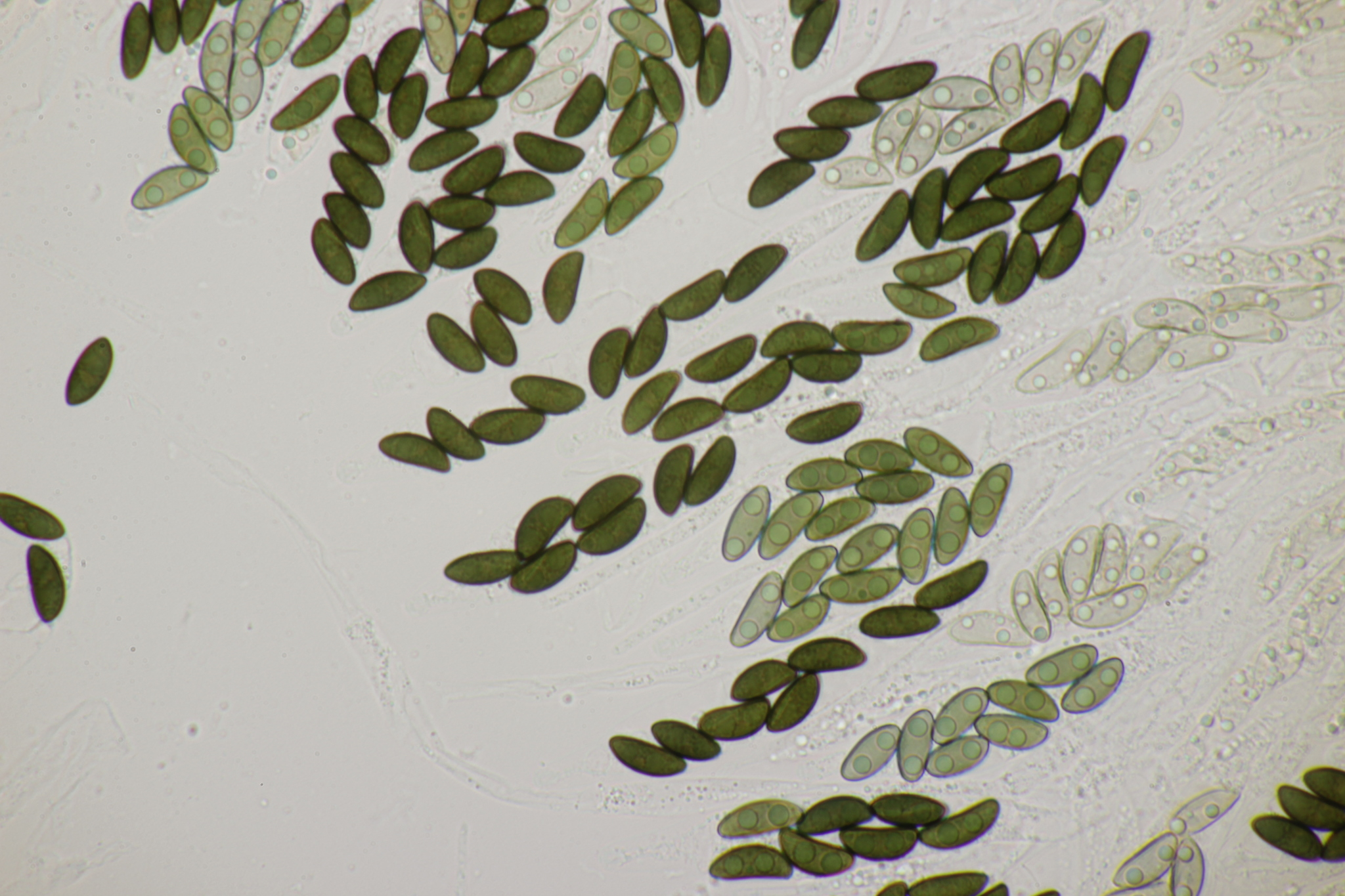
Sporen